# Safiental
Safiental (rétorománsky Val Stussavgia) je obec ve švýcarském kantonu Graubünden, okresu Surselva. Nachází v údolí řeky Rabiusa, asi 25 kilometrů jihozápadně od kantonálního hlavního města Churu, v nadmořské výšce 1 315 metrů. Má přibližně 900 obyvatel.
Obec vznikla k 1. lednu 2013 sloučením doposud samostatných obcí Safien, Tenna, Versam a Valendas.

## Galerie

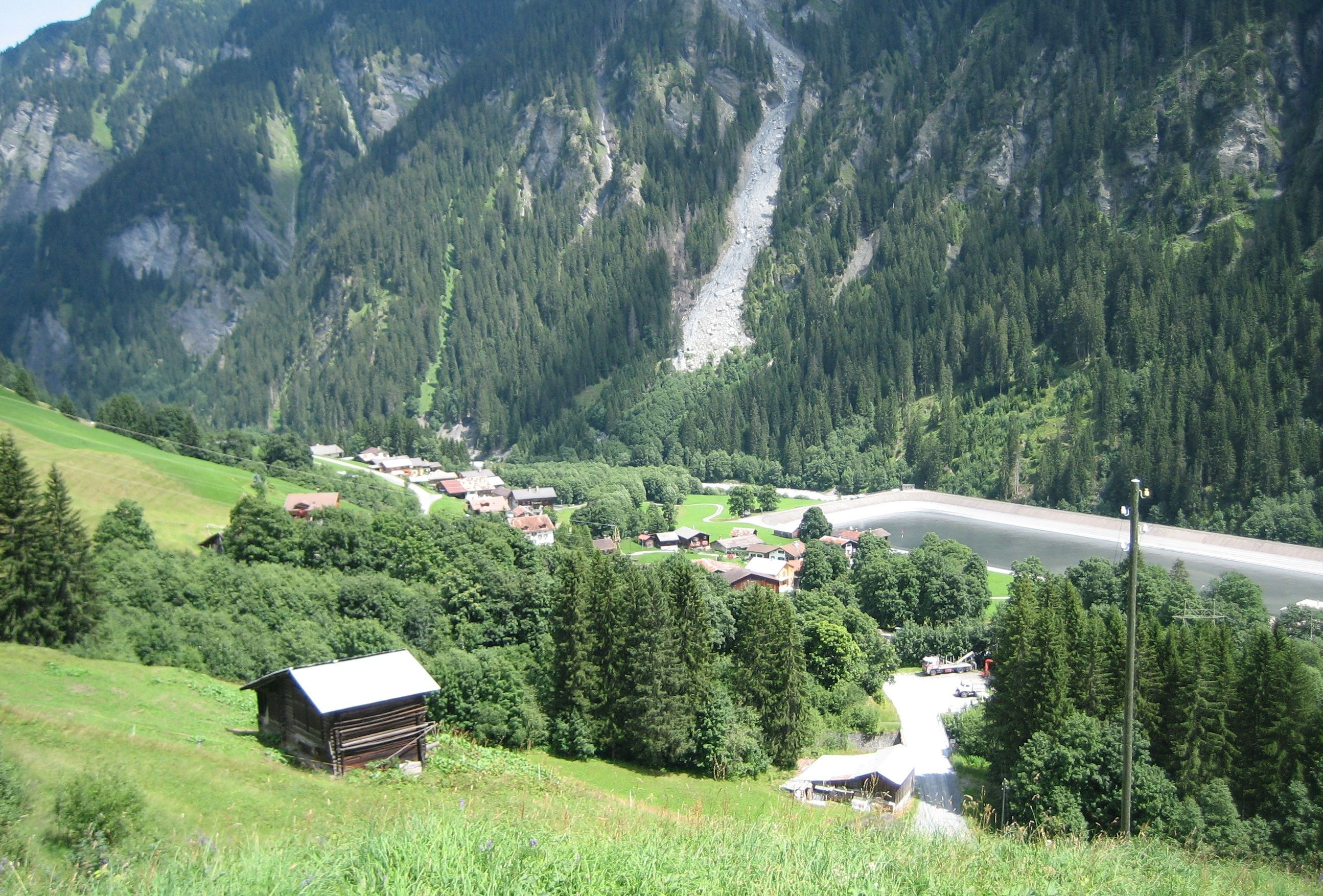
Safien Platz
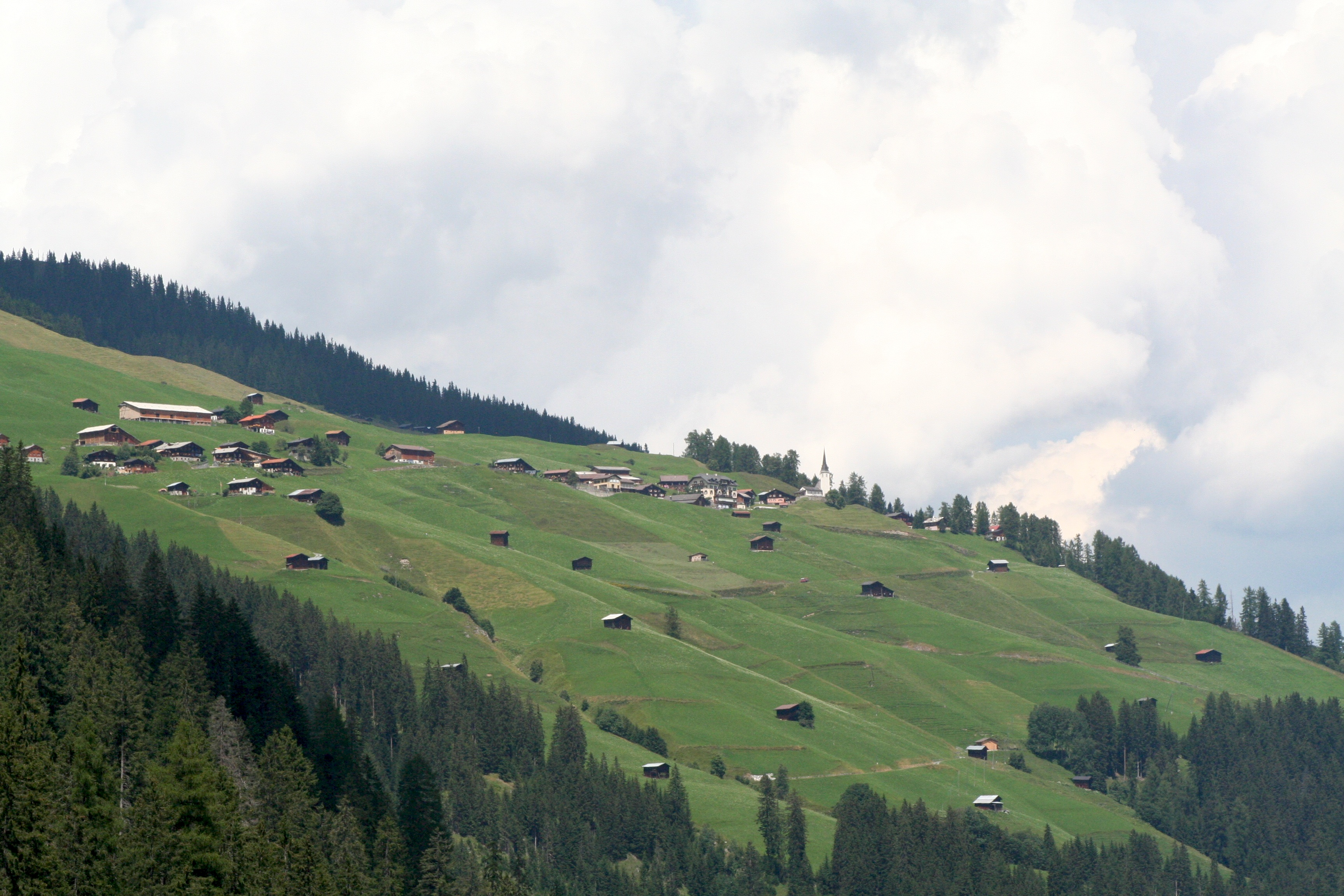
Tenna
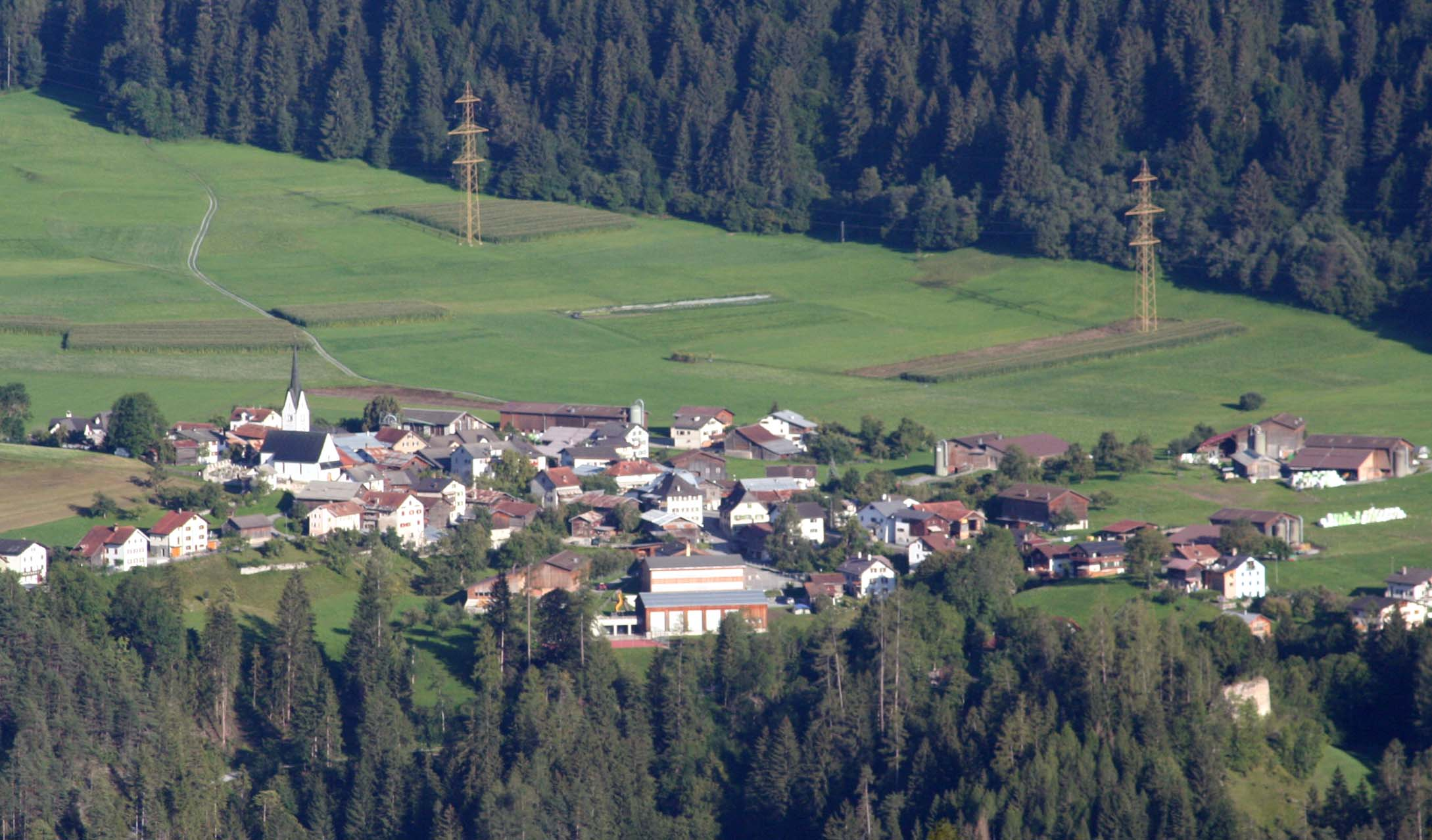
Valendas
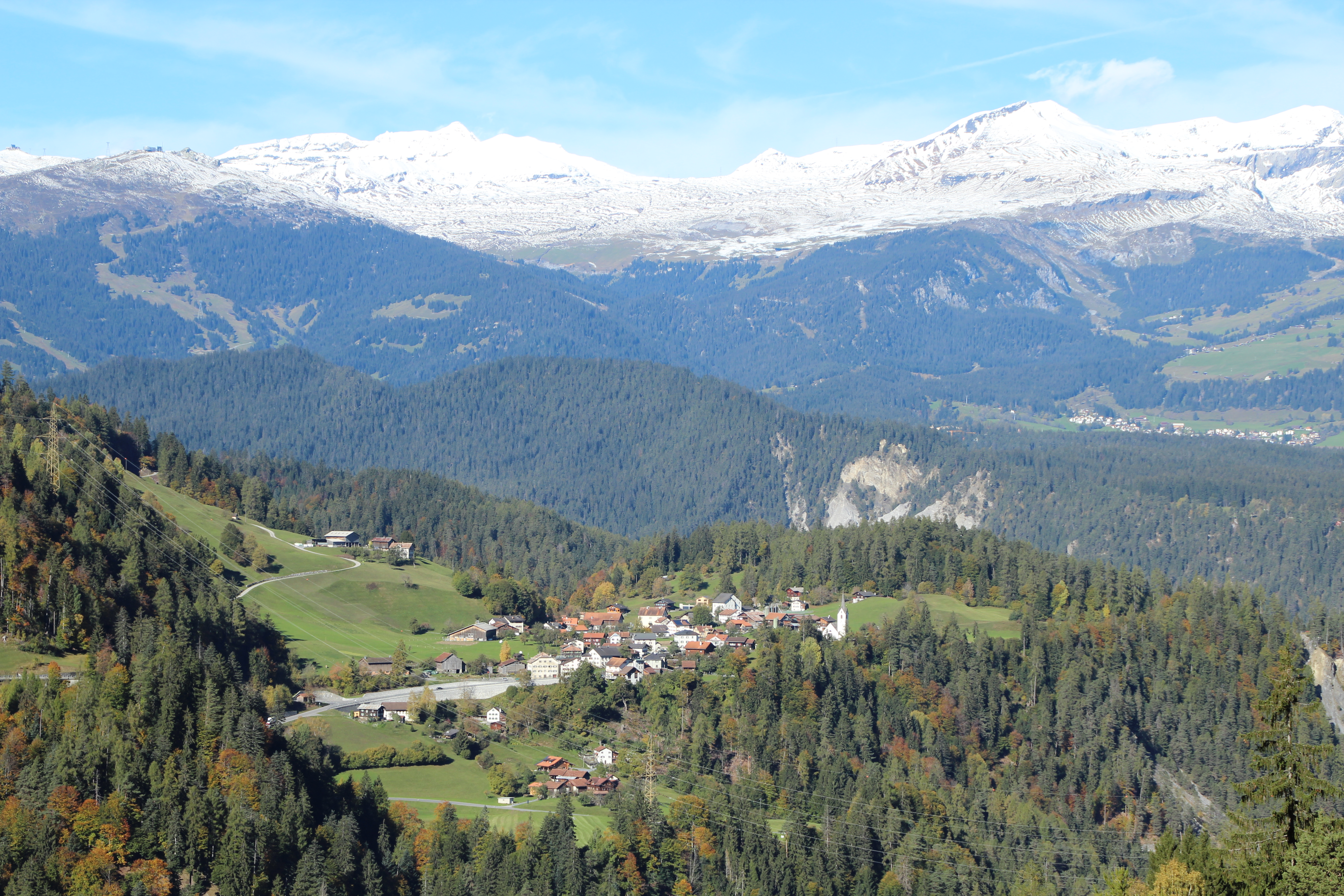
Versam